# Dark Horse Records
Dark Horse Records is een platenlabel, opgericht door ex-Beatle George Harrison.
George Harrison richtte het label op in 1974. Het logo toont het zevenhoofdig paard, Uchchaihshravas, een figuur uit de Hindoemythologie. Musici die in die tijd op het label uitkwamen waren onder meer Ravi Shankar, het duo Splinter (dat voor het label in Engeland de enige hit scoorde met "Constantine Town"), Five Stairsteps, Jiva en Henry McCullough. Zijn eigen albums en singles kon hij pas in 1976 op het label uitbrengen, omdat hij nog onder contract stond met EMI. Toen dat contract afliep concentreerde het label zich op het werk van Harrison. Tot 1992 kwamen al zijn platen op Dark Horse uit, te beginnen met de lp  "Thirty Three & 1/3" (1976). Harrisons laatste album op Dark Horse was "Live in Japan" (1992).
Na 1992 was het label tien jaar lang inactief, tot in 2002 postuum het album "Brainwashed" uitkwam. In 2004 verscheen Harrisons Dark Horse-werk geremasterd in een box-set op Dark Horse. Daarna werd het label onderdeel van Parlophone Records.
Dark Horse werd gedistribueerd door A&M Records (1974-1976), Warner Music Group (1976-1992) en Parlophone (2002-2004). De catalogus wordt nu gedistribueerd door Capitol Records.